# Steve Ditko
Compléments
Co-créateur de Spider-Man
Steve Ditko est un dessinateur et scénariste américain de comics né le 2 novembre 1927 à Johnstown, en Pennsylvanie et mort vers le 29 juin 2018 à New York. Il est principalement connu comme co-créateur de Spider-Man. Il est aussi un adepte convaincu de la philosophie développée par Ayn Rand, l'objectivisme, qui a beaucoup influencé son œuvre.

## Biographie
Steve Ditko est né le 2 novembre 1927 à Johnstown, dans le Commonwealth américain.

## Les débuts
Ditko étudia à la Cartoonists and Illustrators School à New York auprès de Jerry Robinson et commença à illustrer des comic-books professionnellement en 1953 pour l'éditeur Key Publications. La plupart de ses premiers travaux, des histoires policières, de science-fiction, ou d'horreur, étaient réalisés pour Charlton Comics (pour qui il continua à travailler de manière intermittente jusqu'à la fin de la compagnie en 1986). Plus tard dans la décennie, il commença à travailler aussi pour Atlas Comics, le précurseur de Marvel Comics à l'époque. En 1958, il crée un studio avec Eric Stanton, artiste de bondage et fétichisme américain.

### Marvel Comics
Ditko et Stan Lee créèrent Spider-Man dans Amazing Fantasy #15 (août 1962), et peu après le Docteur Strange, dans Strange Tales #110 (Juillet 1963). Ditko dessina aussi beaucoup d'histoires de Hulk, d'abord dans le dernier épisode de The Incredible Hulk (#6, Mars 1963), puis dans Tales to Astonish, à partir de l'épisode #60 (Octobre 1964) de ce split book jusqu'au #67 (Mai 1965). Dans ces histoires, Ditko designa le principal adversaire de Hulk, le Leader (épisode #62, décembre 1964), et développa le principe selon lequel Bruce Banner se transformait en Hulk dans des situations de stress extrême, plutôt qu'à cause de la pleine lune ou autre chose, comme cela avait pu être établi auparavant de manière confuse.
Restées dans l'ombre de son travail sur The Amazing Spider-Man, les histoires du Docteur Strange par Dikto étaient aussi remarquables, montrant des paysages mystiques surréalistes et des visuels hallucinés. À la longue, comme coscénariste, puis seul, conformément à la « méthode » Marvel, Ditko enverra Strange dans des royaumes toujours plus abstraits, les dialogues de Lee lui permettant de ne pas perdre pied. Le passage de Ditko sur "Dr. Strange" culmina avec l'introduction, dans Strange Tales #146 (Juillet 1966), d'Éternité (en), décrit comme une majestueuse silhouette remplie du cosmos. C'était une grande innovation, de telles créations n'étant pas encore communes.[réf. nécessaire] Il dessine les histoires de ce personnage dans le magazine Strange Tales jusqu'au no 146.
Le personnage de Spider-Man et sa vie très tourmentée s'accordaient très bien avec le style et les goûts de Ditko, ce que Lee reconnut finalement en créditant le dessinateur pour les intrigues sur la fin de leurs 38 épisodes. Après quatre ans sur le titre, Ditko quitta Marvel ; lui et Lee ne furent pas en très bons termes pendant quelque temps, pour des raisons inconnues.

### Les années Charlton et DC
Chez Charlton — qui payait moins par page, mais donnait plus de liberté à ses créateurs — Ditko travailla sur des personnages tels que Captain Atom, Blue Beetle, Liberty belle du scénariste Joe Gill (une back-up, histoire supplémentaire, publiée dans le comics E-Man), sa propre création, Killjoy (aussi dans E-Man), et The Question. Sur les deux derniers, Ditko exprima librement sa philosophie personnelle, inspirée par l'objectivisme d'Ayn Rand et les écrits du philosophe grec Aristote. Ditko produisit beaucoup pour Charlton pour des sites de science-fiction et d'horreur. Il dessina par ailleurs 16 histoires pour les magazines d'horreur de Warren Publishing.
En 1967, Ditko exprima ses idées philosophiques de la manière la plus claire sous la forme de Mr. A, publié dans le titre indépendant de Wally Wood Witzend #3. La ligne dure de Ditko à l'encontre des criminels fit l'objet d'une controverse et lui aliéna beaucoup de fans, mais il continua à produire des histoires et des pages de Mr. A jusqu'à la fin des années 1970. Ditko revint une nouvelle fois sur Mr. A en 2000. Les positions que défend alors Steve Ditko le placent dans la pensée de Ayn Rand.
En 1968, Ditko produisit son premier travail pour DC Comics. Il créa le Creeper (dans Showcase #73, Mars-Avril 1968, avec Don Segall); et cocréa, avec le scénariste Steve Skeates, Hawk and Dove dans leur propre titre, travaillant sur les deux premiers épisodes (Septembre-Novembre 1968) avant que le titre ne soit confié au dessinateur Gil Kane. De manière inhabituelle pour l'époque, Ditko utilisa ces super-héros pour explorer des problèmes éthiques compliqués.
Le passage de Ditko chez DC fut court — il travaillera sur six épisodes du titre du Creeper, Beware the Creeper (juin 1968 - avril 1969), laissant le dernier à moitié achevé — et, là encore, les raisons de son départ sont floues. À partir de ce moment et jusqu'au milieu des années 1970, il travailla exclusivement pour Charlton et plusieurs éditeurs de petite taille/indépendants.

### Fin de carrière
Ditko revint chez DC vers 1975, créant deux titres éphémères, Stalker (1975) et Shade, the Changing Man (1977). Shade fut plus tard ressuscité avec succès, sans implication de Ditko, et fut l'un des titres les plus longs de la ligne Vertigo de DC. Il ramena aussi le Creeper et fit quelques autres travaux plus obscurs. Il retourna finalement chez Marvel en 1979, prenant en main le titre Machine Man créé par Jack Kirby. Il travailla en indépendant pour les deux compagnies, cocréant par exemple Speedball avec Roger Stern (ce qui donna lieu à une courte série), jusqu'à son retrait des comics grand public en 1998, produisant dans ses dernières années une grande quantité de comics, travaillant aussi bien sur des personnages connus comme Sub-Mariner (dans Marvel Comics Presents) que sur les Power Rangers.
Depuis lors son travail solo a été publié de manière intermittente par l'éditeur indépendant et ami de longue date Robin Snyder, qui était son éditeur chez Charlton, Archie Comics (quand Snyder écrivait les intrigues de Ditko pour un renouveau de The Fly créé par Joe Simon et Jack Kirby, et Renegade Press dans les années 1980. Les livres publiés par Snyder comprennent Static, The Missing Man, The Mocker et, en 2002, Avenging World, un recueil d'histoires et d'essais couvrant 30 ans de carrière. À noter que Steve Ditko a eu pour collaborateur le talentueux dessinateur Mort Todd et l'animatrice-chanteuse April March (entendue dans le film "Death Proof" de Tarantino et sur le label Tricatel).
Ditko réside à New York. Il protège beaucoup sa vie privée et refuse les interviews depuis les années 1960, préférant laisser parler son œuvre pour lui. La B.B.C via l'animateur Jonathan Ross lui a dédié un documentaire où l'on constate son influence auprès d'auteurs aussi divers que Neil Gaiman et Alan Moore.
Steve Ditko est retrouvé mort dans son appartement de Manhattan le 29 juin 2018 mais il serait mort deux jours plus tôt. Les services de police ont confirmé la nouvelle de son décès le 6 juillet 2018.

## Œuvres

### Créations
- Spider-Man (cocréateur avec Stan Lee)-1962
- Le Bouffon Vert (cocréateur avec Stan Lee)-1964
- Docteur Octopus (cocréateur avec Stan Lee) -1963
- Electro (cocréateur avec Stan Lee)-1964
- Mystério(cocréateur avec Stan Lee)-1964
- Kraven le chasseur (cocréateur avec Stan Lee)-1964
- Le Lézard (cocréateur avec Stan Lee)-1963
- Le Vautour (cocréateur avec Stan Lee)-1963
- Docteur Strange -1963
- Dormammu (cocréateur avec Stan Lee)-1964
- Baron Mordo  (cocréateur avec Stan Lee)-1963
- Le Justicier (cocréateur avec Archie Goodwin)
- Nightmare (en) (cocréateur avec Stan Lee)-1963
- Robbie Baldwin (cocréateur avec Tom DeFalco) -1988
- Squirrel Girl (cocréateur avec Will Murray)
- Captain Atom (cocréateur avec Joe Gill, Cary Bates, Pat Broderick) -1960
- Creeper (comics)-1968
- Mr. A (Witzend #3 (1967)
- Hawk and Dove (cocréateur avec Steve Skeates)-1968
- Shade, the Changing Man (1977) (DC Comics)
- Éternité (cocréateur avec Stan Lee) -1965
- Stalker  (cocréateur avec Paul Levitz)-1975

### Autres
- Blue Beetle
- Fantôme 2040
- Rom, le Chevalier de l'Espace
- Amazing Adventures (Marvel Comics)
- Tales of Suspense (Marvel Comics)
- Strange Tales (Marvel Comics)
- Tales to Astonish (Marvel Comics)
- The Marvel Method

## Prix et récompenses
- 1963 : Prix Alley de la meilleure histoire courte pour « Origin of Spider-Man », dans Amazing Fantasy n°15 (avec Stan Lee)
- 1964 : Prix Alley du meilleur comic book de super-héros pour The Amazing Spider-Man et du meilleur héros pour Spider-Man
- 1965 : Prix Alley du meilleur comic book de super-héros pour The Amazing Spider-Man, du meilleur héros pour Spider-Man et du meilleur comic book grand format pour The Amazing Spider-Man Annual n°1
- 1966 : Prix Alley du meilleur comic book de super-héros pour The Amazing Spider-Man et du meilleur héros pour Spider-Man
- 1985 : Roll of honour des Prix Eagle
- 1987 : Prix Inkpot (refusé)
- 1990 : Temple de la renommée Jack Kirby
- 1994 : Temple de la renommée Will Eisner
- 2015 : Temple de la renommée Joe Sinnott, pour son œuvre d'encreur

### Documentation
- (en) Blake Bell, Strange and Stranger. The World of Steve Ditko, Fantagraphics, 2008.
- Guillaume Laborie, « Steve Ditko : comic book / political book », sur Neuvième Art 2.0, janvier 2010.
- Tristan Lapoussière, The Steve Ditko Index, REBECA, coll. « Géants des comics », 1997.
- Tristan Lapoussière, Steve Ditko. L'artiste aux masques, Les Moutons électriques, coll. « Bibliothèque des miroirs », 2011.